# Byrrhinus latus
Byrrhinus latus är en skalbaggsart som beskrevs av Victor Ivanovitsch Motschulsky 1858. Byrrhinus latus ingår i släktet Byrrhinus och familjen lerstrandbaggar. Inga underarter finns listade i Catalogue of Life.